# Exochus convexus
Exochus convexus là một loài tò vò trong họ Ichneumonidae.